# Arcelin
Arcelin – wieś sołecka w Polsce położona w województwie mazowieckim, w powiecie płońskim, w gminie Płońsk.
W latach 1975–1998 miejscowość administracyjnie należała do województwa ciechanowskiego.
We wsi jest przystanek kolejowy Arcelin.

## Historia
Wieś Arcelin wcześniej nosiła nazwę Rezilino (co potwierdza regestr podatkowy z 1578 roku) i Arcelino, a wierni wyznania rzymskokatolickiego należeli do parafii z siedzibą w Baboszewie. W 1864 roku na mocy ukazu z dnia 2 marca 1864 roku o uwłaszczeniu chłopów wydanego przez cara Aleksandra II Romanowa mieszkańcy (rolnicy) stali się właścicielami ziemi i budynków w Arcelinie. Po uwłaszczeniu chłopów we wsi mieszkało 257 osób, a do wsi i folwarku należało 1348 morgów ziemi.
W czasie bitwy pod Warszawą 17 sierpnia 1920 roku pod Anielinem miała miejsce szarża 1 Pułku Szwoleżerów Józefa Piłsudskiego na pozycje Armii Czerwonej.
W latach 1939–1945 wieś była pod okupacją niemiecką. Zakończenie okupacji niemieckiej nastąpiło  19 stycznia 1945 roku wraz ze zdobyciem Arcelina przez żołnierzy 65 Armii z 2 Frontu Białoruskiego Armii Czerwonej. 